# Milledgeville (Ohio)
|  | Dieser Artikel wurde aufgrund von inhaltlichen Mängeln auf der Qualitätssicherungsseite des Projektes USA eingetragen. Hilf mit, die Qualität dieses Artikels auf ein akzeptables Niveau zu bringen, und beteilige dich an der Diskussion! Eine nähere Beschreibung der zu behebenden Mängel fehlt. |

Milledgeville ist ein Village im Fayette County im US-Bundesstaat Ohio. Die Volkszählung von 2020 erfasste 98 Einwohner.

## Lage
Der Ort liegt bei den Koordinaten 39° 35' 36.09" Nord und 83° 35' 16.20" West auf einer Höhe von 319 Metern über dem Meeresspiegel. Er hat laut Census eine Landfläche von 0,26 km² Größe, ohne Anteil an Wasserflächen zu haben. In Milledgeville wird die Ohio State Route OH-729 von der County Road 85 gekreuzt.

## Geschichte
Milledgeville wurde 1855 an der Kreuzung einer vorhandenen Straße mit der Dayton & Southeastern Railway vermessen. Das erste Gebäude am Ort war eine Dampfmühle, die „Milledgeville Mill“. Das Postamt wurde 1877 eingerichtet.